# Hedwig Weiß
Hedwig Weiß, född 1860, död 1923, var en tysk målare och grafiker.
Hon var impressionist och medlem av Verein der Künstlerinnen und Kunstfreundinnen.